# Gisela Lück
Gisela Lück (* 1957 in Bremerhaven) ist eine deutsche Pädagogin.

## Leben
Lück habilitierte sich 1999 an der Universität Kiel zum Thema Naturwissenschaften im frühen Kindesalter. Untersuchungen zur Primärbegegnung von Vorschulkindern mit Phänomenen der unbelebten Natur.
Von 2000 bis 2002 war sie Professorin für Didaktik der Chemie an der Universität GH Essen. Seit April 2002 ist sie Professorin für Didaktik der Chemie an der Universität Bielefeld. Sie war von 2004 bis 2006 Dekanin der Fakultät für Chemie und vom Wintersemester 2004 bis Sommersemester 2008 Senatorin der Universität Bielefeld.
Ihr Forschungsschwerpunkt ist die Naturwissenschaftsvermittlung im Vorschul- und Grundschulalter.

## Ehrungen
- 1999: Johann-Friedrich-Gmelin-Preis der GDCh
- 2005: KLAX-Award
- 2006: Literaturpreis des Fonds der Chemischen Industrie
- 2011: Preis anlässlich des Wettbewerbes Ideen für die Bildungsrepublik
- 2012: Verdienstkreuz am Bande der Bundesrepublik Deutschland

## Veröffentlichungen (Auswahl)
- Handbuch der naturwissenschaftlichen Bildung : Theorie und Praxis für die Arbeit in Kindertageseinrichtungen, 1. Aufl. der Neuausgabe (7. Gesamtauflage), Freiburg, Br. ; Basel ; Wien : Herder 2009, ISBN 978-3-451-32333-1.